# Постконцептуальное искусство
Постконцептуальное искусство (англ. Post-conceptual art, Post-conceptualism) или постконцептуальное искусство, постконцептуализм — это теория искусства, базирующаяся на концептуализме современного искусства, где превалирует концепт или идея (возможно несколько) вместо традиционной эстетической проблематики. Отличительной особенностью постконцептуализма является особый онтологический статус произведения искусства. Впервые данное понятие появилось в терминологии Джона Балдессари в начале 1970-х. В качестве примера постконцептуального искусства писатель Элдрич Прист считает работу Балдессари «Подбрасывание четырёх шаров в воздух, чтобы получился квадрат (лучшее из 36 попыток)» 1973 года, в которой художник сфотографировал результаты своих усилий. Число 36 выбрано не случайно, 36 — это стандартное число кадров 35 мм плёнки. Сейчас постконцептуальное искусство зачастую связывается с произведениями процедурального и цифрового искусства.

## Определение постконцептуального искусства
Концептуальное искусство акцентировало внимание на идее объекта искусства и поставило под сомнение его традиционную роль как конвейера донесения смысла. Затем сомнению подверглась необходимость материальной природы (попытка «дематериализации») произведения искусства, начав создавать произведения, основанные на времени или эфемерные произведения искусства. Хотя общей «дематериализации» объекта искусства достичь не удалось, произведение искусства стало более гибким, податливым. Гибкость объекта в сочетании с семиотикой и компьютерной обработкой, привела к появлению постконцептуальных произведений искусства.
Британский философ и теоретик концептуального искусства Питер Осборн отстаивает позицию того, что «постконцептуальное искусство — это не название определённого вида искусства, а скорее историко-онтологическое условие создания произведений современного искусства в целом». Осборн впервые отметил, что современное искусство является «постконцептуальным»» в публичной лекции, прочитанной на мероприятии организации Fondazione Antonio Ratti, в Комо 9 июля 2010 года. Современное искусство определяется уже скорее дискурсивно, хотя и не может отказаться от материального носителя. К тому же, пространство, в котором находится объект современного искусства стало транснациональным. Переломным годом, по мнению Осборна, стал 1989, когда прекратил существование исторический коммунизм, а теория разделения государств на страны первого, второго и третьего мира себя исчерпала. Постконцептуальное используется Питером Осборном для обозначения состояния искусства в двойном смысле английского слова condition, которое отсылает и к тому, что нечто обусловливает — и, следовательно, может восприниматься как внешнее, — и к внутреннему состоянию того, что обусловливается. Благодаря возникающей двойственности, когда мы говорим о «состоянии искусства», то одновременно говорим о положении искусства и о тотальности условий, которые определяют его как «искусство». Состояние современного искусства имеет исторический характер, однако функционирует трансцендентально, исходя из точки зрения интерпретации, как условия определённых (непредсказуемых) возможностей, вписанных в конкретную историческую актуальность и конструктивно её выражающих.

## Постконцептуализм в России
В отечественной науке о постконцептуальном искусстве велись разговоры в основном применительно к литературе, поэтому и определения отечественных исследователей сильно отличаются от западных учёных. Впервые термин «постконцептуализм» в России появился в середине 1980-х годов и значил следующее: «постконцептуальными было предложено назвать общие черты в творчестве Тимура Кибирова и Михаила Сухотина после их совместного выступления на домашнем семинаре Александра Чачко». Позднее Михаил Айзенберг писал, что литературная атмосфера Москвы и Петербурга с начала 80-х оказалась окрашена в постконцептуальные тона. Данные определения не смогли закрепиться в российской эстетике. Михаил Эпштейн использовал понятие постконцептуализма в своём труде «Основные направления современной поэзии» — постконцептуализм фактически уподоблялся новой искренности и был в одном ряду с такими понятиями как континуализм или презентализм. Позже о постконцептуалистском каноне в русской поэзии рубежа XX—XXI веков писал Дмитрий Кузьмин в связи с младшим поколением тогдашних поэтов, рассматривая как представителей этого течения Дмитрия Воденникова, Кирилла Медведева, Дмитрия Соколова, Данилу Давыдова, Дарья Суховей.

## Представители постконцептуализма

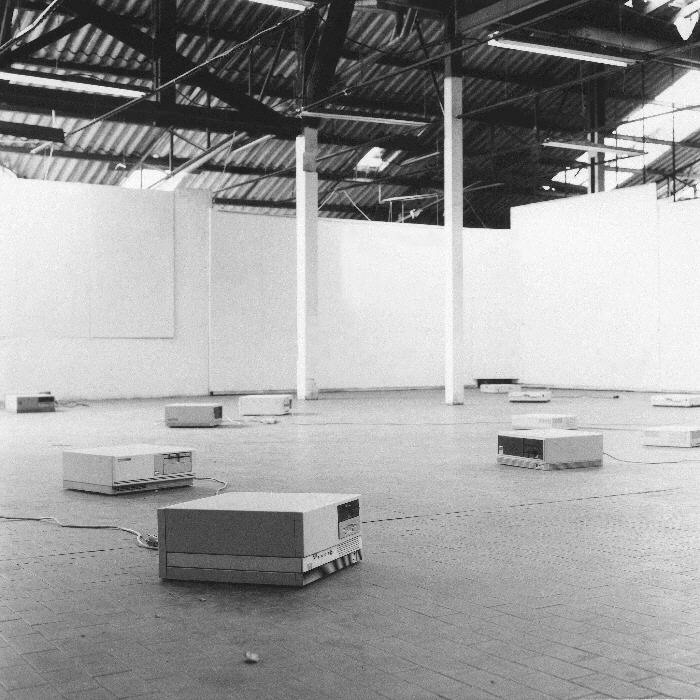
Маурицио Болоньини «Запрограммированные машины» (Ницца, Франция, 1992—1997)

Маурицио Болоньини «Запрограммированные машины». В данной инсталляции используется компьютерный код, на основе которого устройствами генерируется бесконечный поток изображений. Однако, продуцируемые изображения невозможно увидеть, потому что порт вывода графической информации заделан воском. Таким образом, создаются дематериализованные объекты искусства. Концептуальное искусство получило широкое распространение в конце двадцатого века, став общей тенденцией развития искусства. Творцы, отрицавшие свою принадлежность к данному вектору развития, именовали свои произведения «постконцептуальными». Например, Герхард Рихтер и фотограф Андреас Гурски. Американский историк искусств Беньямин Бухло указывает на то, что постконцептуальное искусство появляется в конце 1970-х — начале 1980-х годов на основе апроприации, используемой в фотографии. К художникам, работавшим в рамках постконцептуализма, Бухло относит, например, Синди Шерман и Барбару Крюгер.